# Emdrup Skrammellegeplads

Skrammellekplats i Danmark 1965, osäkert vilken

Emdrup Skrammellegeplads är en dansk bygglekplats i Emdrup i Köpenhamn. Den öppnade 1943 och var den första i världen av sitt slag.
Emdrup Skrammellegeplads anlades vid Emdrupvej av dåvarande  Arbejdernes Andels-Boligforening (nu Boligforeningen AAB) som en del av byggandet av bostadsområdet Emdrup Vænge 1938–1944. Emdrup Skrammellegeplads var ursprungligen på 5.000 kvadratmeter med en gräsplan på 60 x 80 meter, som omgavs av en buskplanterad två meter hög jordvall, som byggts upp av schaktmassor från husbyggena. Där fanns en liten byggnad med ett skärmtak och wc. Verksamheten hade en enda anställd, och det var från början John Bertelsen, som var "Du" med barnen – ovanligt för denna tid – och kallades Jonas av dessa. Lekplatsen var öppen under sommarhalvåret och alla självbyggda hus och konstruktioner revs efter säsongen. Verksamheten var gratis. 
Boligforeningen AAB hade anlagt Emdrup Skrammellegeplads efter landskapsarkitekten Carl Theodor Sørensens och läraren Hans Dragehjelms idéer om en bygglekplats, som barn kunde få lov att nyttja för att utveckla sina kreativa förmågor för att bygga och leka.
På lekplatsen fanns inga klätterställningar, rutschbanor eller annan lekplatsutrustning. I stället mötte barnen på öppningsdagen en tom lerig plats med fläckar av gräs här och där, samt en mängd byggnadsmaterial, inklusive tegelsten, skivor, träpålar, brädor och verktyg som sågar och hammare. Bertelsen såg på sin egen roll som en lekledare. 
Marjory Allen besökte Emdrup kort efter slutet av andra världskriget, och hon inspirerades av vad hon såg. Hon återvände till England och satte igång att organisera "äventyrslekplatser" på utbombade tomter där. 

## Efterföljd
Emdrup Skrammellegeplads fick betydande betydelse internationellt, men i Danmark dröjde det ända till 1960-talet innan idén fick mer omfattande spridning.